# 石川県立大聖寺高等学校
石川県立大聖寺高等学校（いしかわけんりつ だいしょうじこうとうがっこう、英: Ishikawa Prefectural Daishoji High School）は、石川県加賀市大聖寺永町にある公立の高等学校。

## 概要
通称は「聖高（せいこう）」。北前船主の寄付により1911年（明治44年）に地域の女子中等教育を担うべく江沼郡立実科高等女学校として創立された。その後「加賀江沼の地に中学校を」との設置運動がおこり、1923年（大正12年）には男子の通う石川県立大聖寺中学校が創立された。高校・大学進学が一般化する前の時代には地域の核を担う人材育成が行われる場という認識が持たれており、「江沼大学」の愛称もあった。
スーパーイングリッシュランゲージハイスクール (SELHi) に指定されている。設置学科は普通科のみだが、普通コース、人文国際コース（平成18年度入学生まで）、国際文化コース（平成19年度入学生から）に分かれる。普通コース、国際文化コース（平成23年度より募集停止）は入試の段階から別枠の募集となるが、併願も可能である。平成28年度より普通コース内に特進クラスが設けられた。かつては総合制高校として商業、家庭、定時制と定時制の分校が設置されていた（商業は石川県立大聖寺実業高等学校に、定時制は石川県立加賀聖城高等学校に分離独立。家庭科は廃止）。

## 校舎
校舎は加賀市大聖寺の中心部にある。大聖寺は加賀藩の支藩大聖寺藩の城下町であった。その地縁から旧藩の主であった前田子爵（大聖寺藩第14代藩主前田利鬯）邸敷地を高等女学校校舎用及びいずれ創立されるであろう中学校用に寄付された。敷地内の「貞志庵」はその前田家の茶室であり、現在の校舎敷地に移築し保存しているものである。
現在の校門（正門）は創立80周年記念に同窓会から寄付されたもので大聖寺藩をイメージしている。屋根瓦には（設立順に）高等女学校・中学校・現在の大聖寺高等学校の校章が刻まれている。

## 校歌
作詞：折口信夫（前身の大聖寺高等女学校の校歌の作詞も手がける）、作曲：清水脩

## 沿革

### 石川県立大聖寺高等女学校（前身校）
- 1911年（明治44年）4月 - 江沼郡立実科高等女学校として創立。校舎は現在の加賀市大聖寺八間道にあった。
- 1912年（大正元年）11月 - 旧大聖寺藩主邸の敷地を寄付され、現在の加賀市大聖寺耳聞山町に移転。
- 1921年（大正10年）4月 - 石川県江沼郡高等女学校と改称。
- 1923年（大正12年）4月 - 石川県立大聖寺高等女学校と改称。
- 1948年（昭和23年）4月 - 石川県立大聖寺中学校と統合し石川県立大聖寺高等学校となる。
- 1951年（昭和26年）3月 - 廃止。

### 石川県立大聖寺中学校（前身校）
- 1923年（大正12年）4月 - 創立。校舎は現在の加賀市大聖寺八間道に設置。
- 1925年（大正14年）4月 - 現在の大聖寺高等学校校舎の敷地（大聖寺永町）に移転。
- 1948年（昭和23年）4月 - 石川県立大聖寺高等女学校と統合し石川県立大聖寺高等学校となる。
- 1951年（昭和26年）3月 - 廃止。

### 石川県立大聖寺高等学校
- 1948年（昭和23年）
  - 4月 - 石川県立大聖寺中学校、石川県立大聖寺高等女学校を統合して石川県立大聖寺高等学校が設置。
  - 7月 - 定時制課程（夜間部・普通課程）を設置。（同時に片山津分校を設置）
  - 10月 - 定時制課程山中分校を設置
- 1949年（昭和24年）4月 - 総合制高校として普通、商業、家庭の3課程設置。
- 1953年（昭和28年）2月 - 家庭科廃止。
- 1954年（昭和29年）4月 - 定時制課程山代分校を設置。
- 1959年（昭和34年）3月 - 創立50周年記念図書館竣工。
- 1963年（昭和38年）6月 - 管理棟竣工。
- 1964年（昭和39年）4月 - 定時制家政科（昼間）を設置。
- 1965年（昭和40年）9月 - 商業科が石川県立大聖寺実業高等学校として分離独立。
- 1966年（昭和41年）
  - 4月 - 定時制課程が石川県立加賀聖城高等学校として分離独立。
  - 10月 - 第2体育館竣工。
- 1970年（昭和45年）3月 - 教育棟竣工。
- 1971年（昭和46年）8月 - プール竣工。
- 1980年（昭和55年）9月 - 創立70周年記念鴻志館（同窓会館）竣工。
- 1984年（昭和59年）12月 - 第1体育館竣工､中庭整備竣工。
- 1989年（平成元年）4月 - 特別教室棟竣工。
- 1991年（平成3年）8月 - 創立80周年記念校門竣工。
- 1996年（平成8年）6月 - 校舎防音（除湿）工事完了。
- 1997年（平成9年）4月 - 普通科内に人文国際コース設置。
- 2000年（平成12年）
  - 10月 - 時計塔の設置。
  - 12月 - 校舎耐震工事完了。
- 2005年（平成17年）4月 - SELHi事業指定（3年間）。
- 2007年（平成19年）4月 - 人文国際コースを改変、国際文化コースを設置。
- 2010年（平成22年）10月 - 百周年記念図書館竣工。
- 2011年（平成23年）3月 - 国際文化コース募集停止。
- 2013年（平成25年）7月 - 西門付近駐車場整備。
- 2016年（平成28年）
  - 4月 - 普通科内に特進クラス設置。
  - 11月 - 教室棟大規模改修工事・太陽光発電設備設置工事完了。
- 2024年（令和6年）1月1日 - 令和6年能登半島地震の揺れで多目的室の天井が落下するなどの被害を受ける[3]。

## 教育目標
自主自律の精神を堅持し、自他の生命と個性とを尊び、気品と活力のある創造性豊かな人間の育成を期す｡ 

## 生徒会
大聖寺高校生徒会は、「自主・自律」の校訓のもと、生徒による自治組織であり、健全・明朗な校風の樹立を目指している。また、真理を愛し、知性を磨く態度により、個性と社会性の発展を図ることを目的として活動している。
1978年（昭和53年）3月7日、生徒会誌『叫び』を創刊。その後名称をひらがなに改め『さけび』とし、年に1冊のペースで刊行し続けている。各クラスの紹介や部活動、年間行事などが記載されている。

## 部活動

### 運動部
陸上、体操、テニス、山岳、弓道部は北信越大会、個人あるいは団体での高校総体、国体出場などの実績がある。
弓道部は石川県内で最も長い伝統を持つ。県内の弓道部は小笠原流が圧倒的多数であるが、本校は日置流印西派に所属している。
2011年（平成23年）に県内初の女子サッカー部が新設された。

#### 野球部
野球部は、1923年（大正12年）に発足。大会出場の一番古い記録は1926年（大正15年）甲子園第12回大会の予選。福井県の小浜中（現在の福井県立若狭高等学校、1949年に他校と合併。）と対戦し1対21の大差で負けている。
1956年（昭和31年）の夏の大会石川県予選の決勝では金沢泉丘高校を破って優勝しているが、その後の北陸大会で敗退したため、春、夏とも甲子園出場経験はない。

### 文化部
吹奏楽、放送（旧・報道）部、ESS（旧・語学部）が特に盛んであり、活発な活動（吹奏楽の定期演奏会など）及び好成績（全国や中部地方の大会の出場）を継続的に残している。
他に美術部、演劇部、文芸部も地道な活動を行っており、個人活動の範囲であるが、近年、囲碁全国大会出場の女子生徒を数名輩出した。

#### 郷土研究部（歴史部）
1949年（昭和24年）7月、牧野隆信を顧問に考古学同好会として発足。1961年（昭和36年）8月、郷土研究部に改称。主に古墳などの発掘調査を行った。1962年（昭和37年)より、部誌『郷土』を発行。部の活動がいつまで行われていたかは不明だが、2000年度（平成12年度）までは部活動の一覧に部の名称が記載されている。

#### 新聞部
1948年（昭和23年)、報道部として発足。1950年（昭和25年）、新聞部に改称。報道部の発足年から『聖高新聞』を発行。『聖高新聞』がいつまで発行されたかは不明だが、1971年（昭和46年）4月19日に第104号を発行したことが確認されている。部は2004年度（平成16年度）まで存続していた。 

## 所在地
〒922-8510 石川県加賀市大聖寺永町33-1

## アクセス
- IRいしかわ鉄道線大聖寺駅 徒歩15分

## 著名な出身者
- 下出積與（1936年大聖寺中学校卒） - 歴史学者、明治大学名誉教授
- 井上鋭夫（1940年大聖寺中学校卒） - 歴史学者、金沢大学教授、一向一揆研究
- 山田孝一郎（1945年大聖寺中学校卒） - 建築工学者、福井大学名誉教授、創立70周年記念事業の同窓会会館「鴻志館」を設計（岡崎甚幸、福井宇洋と共同）。
- 高田宏（1951年卒） - 作家、随筆家
- 辻正行（1951年卒） - 音楽家（合唱指揮者）
- 金賛汀（1955年卒） - ノンフィクション作家
- 銭谷欽治（1971年卒） - 元バドミントン選手、全日本総合バドミントン選手権男子単優勝7回
- 坂本英之（1973年卒） - 建築家、環境デザインの研究者、金沢美術工芸大学教授
- 亀山敬司（1979年卒） - DMM.comグループ創業者・会長兼CEO、DGホールディングス会長
- 福田健次 (1979年卒）- タレント、福岡県中間市市長
- 藤井伸二（1981年卒）- 旅行作家、ノンフィクションライター、写真家、映像製作者、タレント
- 辻森樹（1990年卒） - 地質学者、東北大学教授
- 安田奈央（2007年卒） - シンガーソングライター
- 長谷川美月（2022年卒） - モデル、タレント

## 著名な関係者・教職員
- 折口信夫
- 牧野隆信 - 北前船研究の第一人者。大聖寺高等女学校、大聖寺高等学校教員、石川県立加賀聖城高等学校校長を経て、大聖寺高等学校第10代校長。
- 池島大介 - 教員
- 板倉美紀 - 講師（2009年度から）
- 小坂忠広[12] - ソウルオリンピック、バルセロナオリンピック、アトランタオリンピック競歩代表、日本陸上競技連盟競歩競技部長。
- 中谷宇吉郎 - 石川県江沼郡片山津町（現・加賀市）生まれの物理学者、随筆家。1954年（昭和29年）10月4日、文化祭にて記念講演を行う[13]。